# Васильева, Любовь Григорьевна
Любо́вь Григо́рьевна Васи́льева (25 апреля 1938, УССР — 9 апреля 2010, Благовещенск, Российская Федерация) — актриса, народная артистка Российской Федерации (2004), актриса Амурского театра драмы.

## Биография
Окончила Харьковский театральный институт.
В 1966 году вместе с супругом Сергеем Васильевым (который впоследствии стал главным режиссёром) приехала в Благовещенск.
Сыграла 130 ролей, из них 105 — в Амурском театре драмы. Играла Катерину в «Грозе», Елену в «На дне», Лизу Бричкину в «А зори здесь тихие», Василису в «Мещанах», Соньку Одесситку в «На седьмом небе», Иваниху в «Выходили бабки замуж», Аэлиту в «Женщине с цветком и окнами на север», Софью Ивановну в «Пока она умирала» и многие другие.
Сыграла в фильмах «Огненный поезд» и «Наш близкий сосед».
Много лет руководила народным театром во Дворце культуры профсоюзов, многие годы являлась членом художественного совета театра.